# Bào ngư hình bầu dục
Bào ngư hình bầu dục (danh pháp hai phần: Haliotis ovina) là một loài ốc biển, là động vật thân mềm chân bụng sống ở biển thuộc họ Haliotidae, the abalones.

## Các phân loài

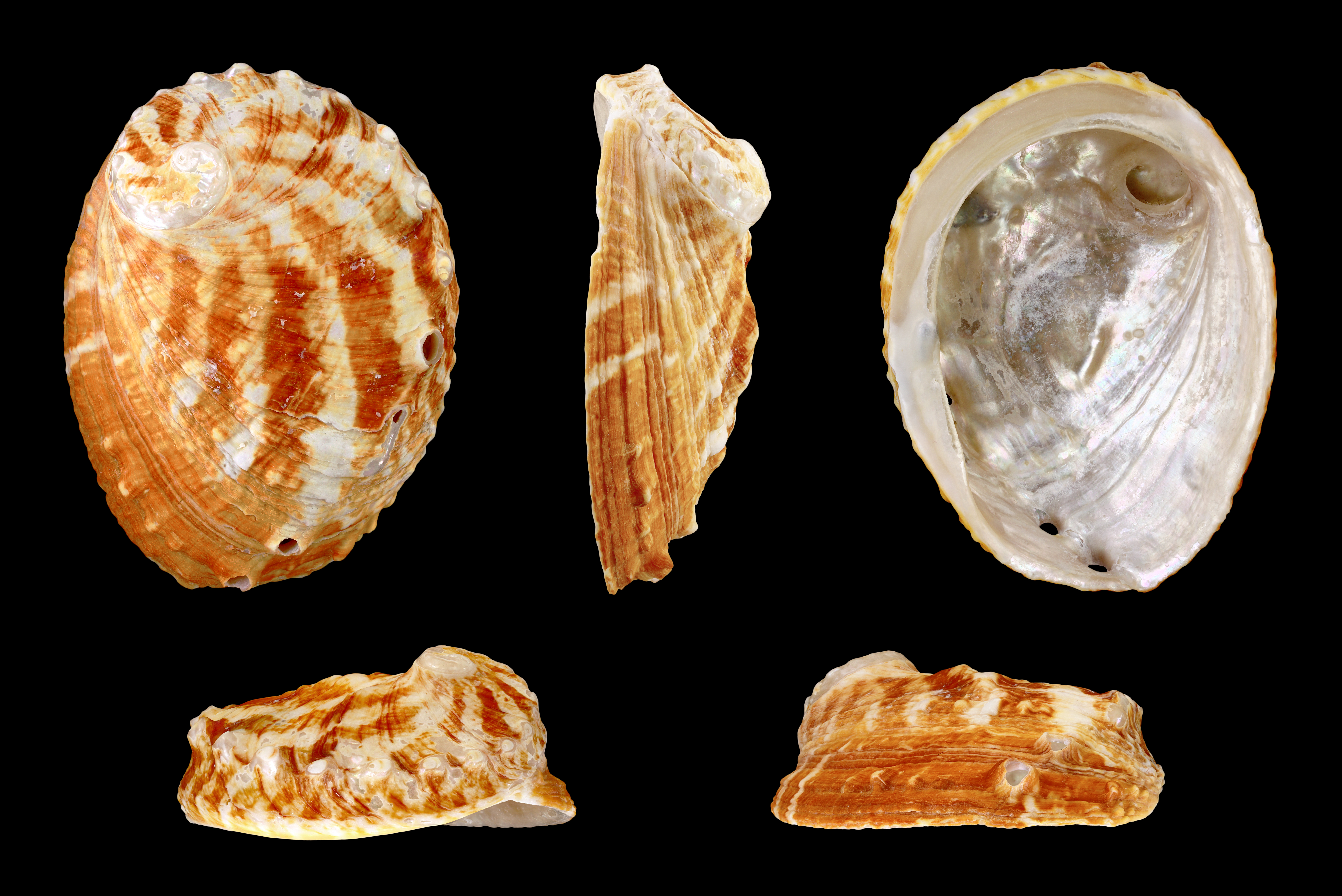
ssp. volcanicus

Các phân loài của Haliotis ovina gồm:
- Haliotis ovina ovina Gmelin, 1791[1]
- Haliotis ovina volcanius Patamakanthin & Eng, 2007[1]
- Haliotis ovina f. patamakanthini Dekker, Regter, & Gras, 2001[1]

## Phân bố
H. ovina là loài đặc hữu của các vùng nước tây Thái Bình Dương and Thái Lan

## Hình ảnh

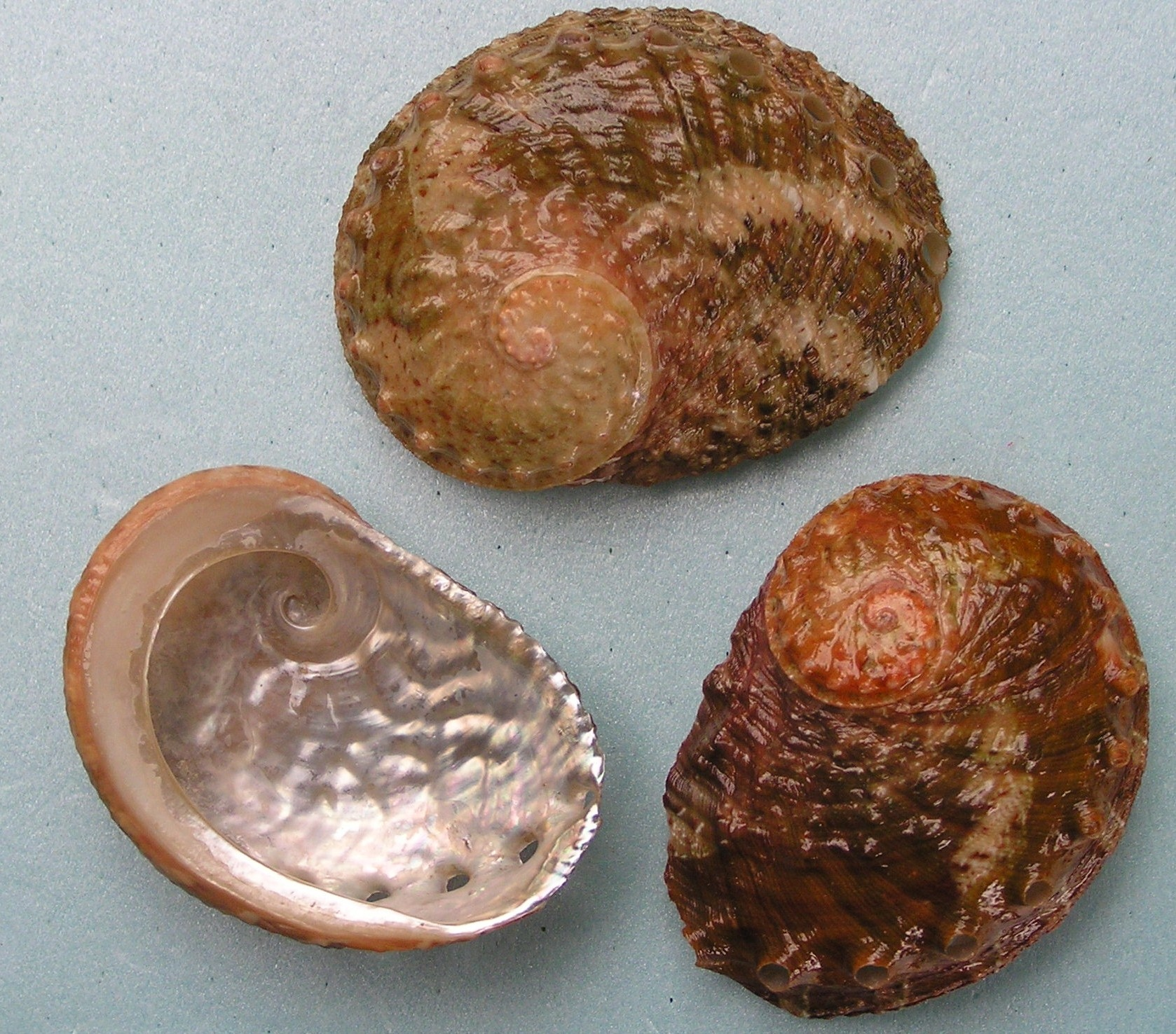
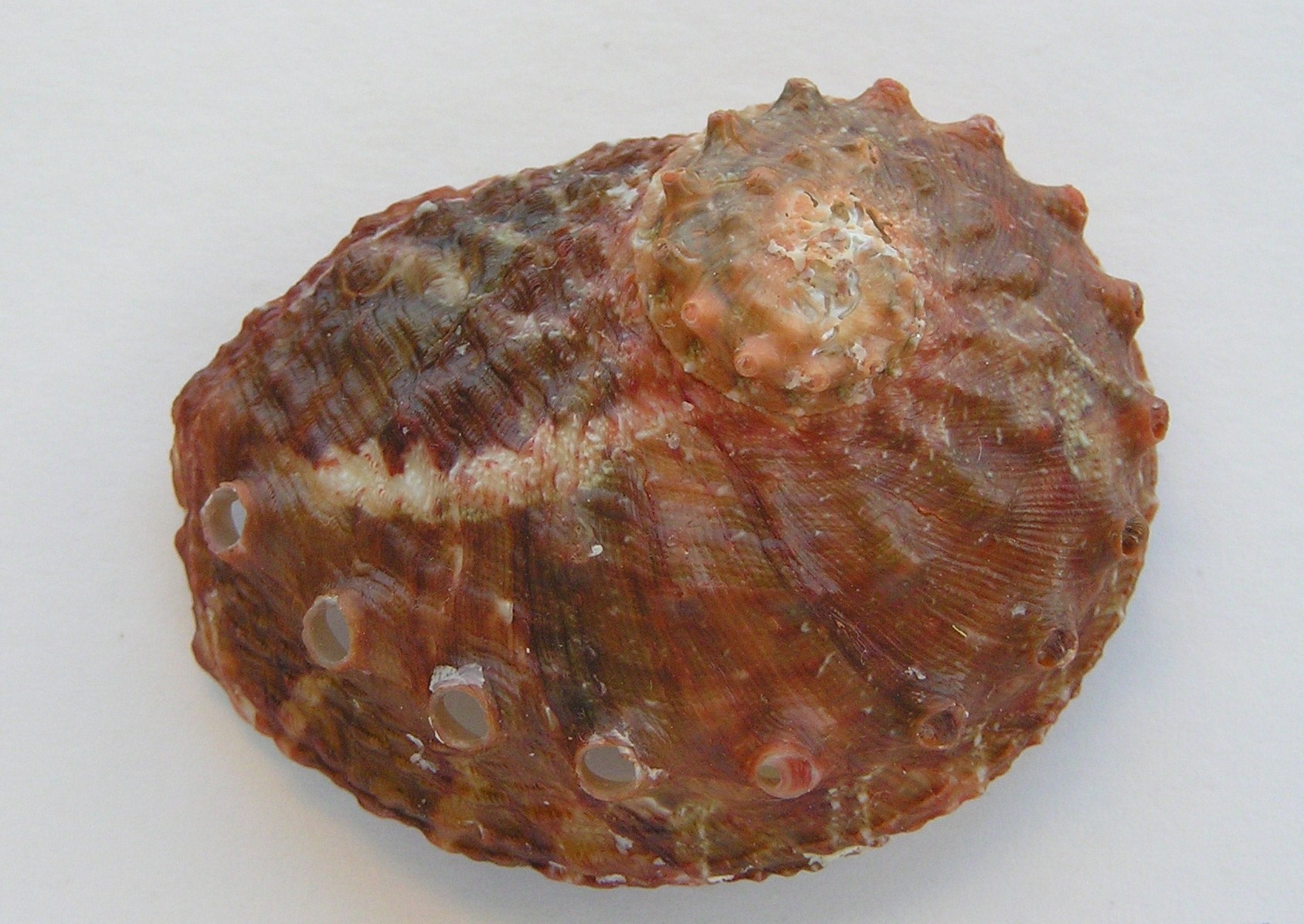
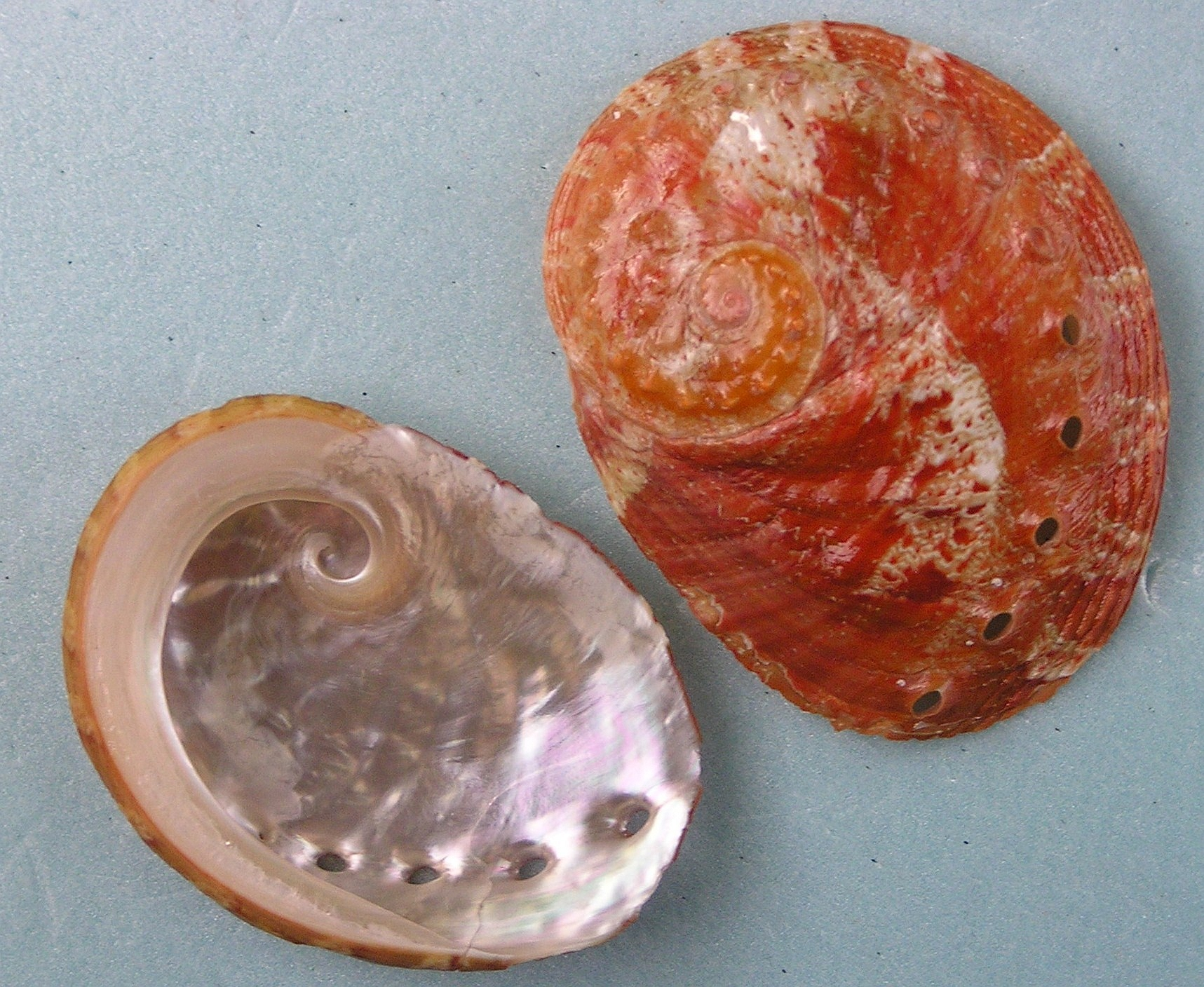
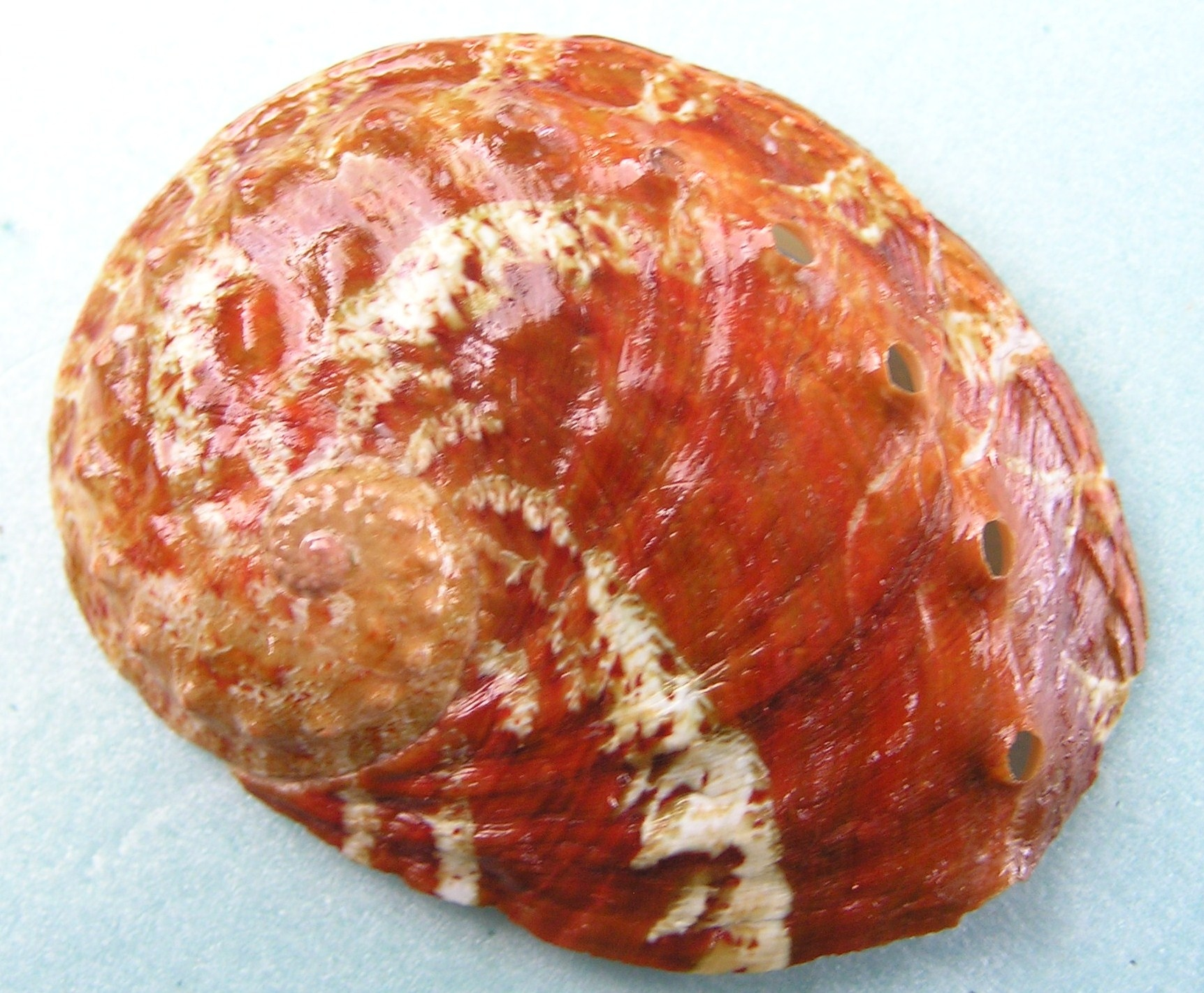